# Joßklein
Die Joßklein (auch Jossklein) ist ein 14,9 km langer, rechtsseitiger und sehr naturnah ausgebildeter Zufluss der Klein und verläuft im Vogelsbergkreis und im Landkreis Marburg-Biedenkopf von Hessen. Sie ist das wichtigste Fließgewässer im Herrenwald, den sie westwärts durchfließt.

## Geographie

### Verlauf
Die Joßklein beginnt mit mehreren kleinen Quellbächen, die nordwestlich von Arnshain bzw. nördlich von Wahlen, beides Stadtteile von Kirtorf, im Nördlichen Vogelsberg-Vorland entspringen. Der längste unter ihnen beginnt nordwestlich von Arnshain etwa 300 m nördlich der Landesstraße L 3070 von Arnshain nach Wahlen. Er fließt etwa 1,5 km nach Westen und nimmt dann am Nordwestrand von Wahlen weitere von Norden aus der sogenannten Bruchwiese nördlich von Wahlen und westlich der L 3071 (Wahlen-Gleimenhain) kommende Quellbäche auf.

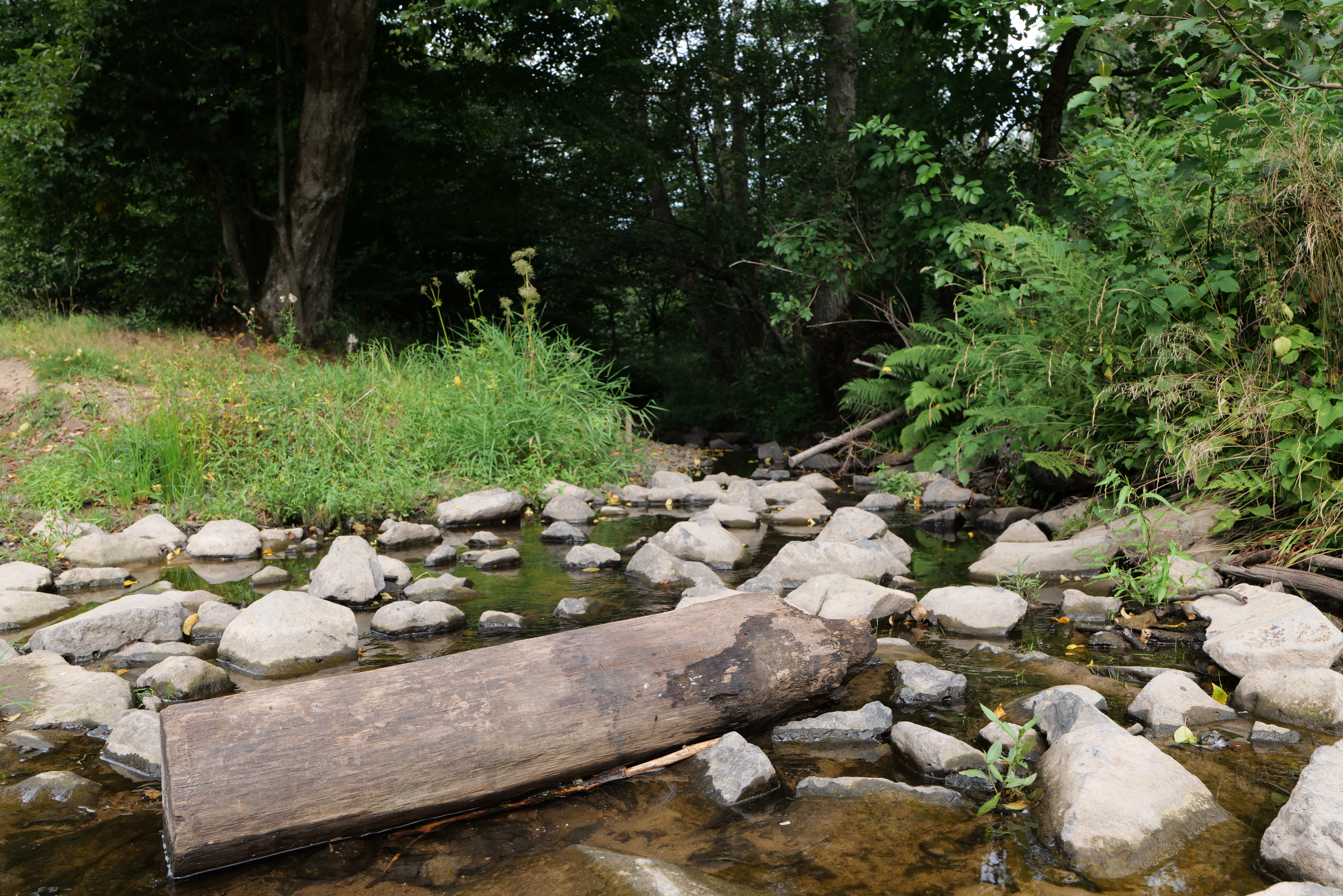
Die Joßklein im Herrenwald

Die Joßklein fließt dann bis zu ihrer Mündung bei Niederklein in mehreren langgezogenen Schleifen in allgemein westlicher Richtung. Knapp 3 km westlich von Wahlen nimmt sie einen von Nordosten aus Gleimenhain kommenden etwa 2,5 km langen Bach auf und tritt dann in den Daubenmühlsgrund und damit in den Herrenwald ein, den sie erst kurz vor ihrer Mündung wieder verlässt. Bei ihrem Verlauf durch den Hessenwald nimmt sie mehrere ihr von beiden Seiten zufließend Bäche auf, darunter auch zwei größere vor und nach dem Passieren der Burgruine Waffensand, die auf einem Felsen über dem Südufer steht. Etwa 1,5 km nach Passieren der Burgruine biegt die Joßklein südwestlich der Standortschießanlage von Stadtallendorf noch einmal nach Nordwesten bzw. Westnordwesten um und fließt auf die südlichen Außenbezirke von Stadtallendorf zu, dabei weitere Zuflüsse aufnehmend. Unmittelbar vor Erreichen des bebauten Stadtgebiets wendet sie sich ein letztes Mal nach Südwesten, unterquert die L 3290 (Stadtallendorf-Niederklein) und mündet schließlich bei Niederklein von rechts in die Klein.

### Zuflüsse
- Bruchgraben (rechts), 2,0 km

## Natur und Umwelt

### Naturschutz
Seit September 2004 sind etwa 28 km² des Herrenwalds beiderseits der Joßklein als Fauna–Flora–Habitat (FFH)-Gebiet 5120-303 „Herrenwald östlich Stadtallendorf“ gemeldet. Mitbestimmend bei dieser Ausweisung waren der struktur- und totholzreiche Hainsimsen-Buchenwald mit altholzreichen Auenwäldern entlang der Joßklein und ihrer Zuflüsse, Lebensraum für das bis dato größte bekannte Vorkommen des Nördlichen Kammmolches im Naturraum „Westhessisches Bergland“ und verschiedene Fledermausarten. In der Joßkleinaue finden sich zahlreiche natürliche Übergänge von den Hainsimsen- und Waldmeister-Buchenwäldern auf trockeneren Standorten zu Stieleichenwäldern und zu den Auenwälder mit Schwarzerle und Gemeiner Esche auf feuchten bis nassen Standorten.

### Autobahnbau und Protestaktion
Am 1. Oktober 2020 begannen Rodungsarbeiten im äußersten Westen des Herrenwalds zur Vorbereitung der Bauarbeiten, wo die seit den 1970er Jahren geplante und bis dato nur in Abschnitten fertiggestellte Bundesautobahn 49 auch die Niederung der Joßklein mit einer 350 m langen Talbrücke überqueren soll. Daraufhin riefen mehrere Organisationen (darunter das Aktionsbündnis „Keine A49!“, und der Bund für Umwelt und Naturschutz Deutschland) für den 4. Oktober zur Demonstration gegen den geplanten Bau und die Abholzungen auf. Eine Anzahl von Waldbesetzern installierte danach ab dem 5. Oktober in einigen großen Bäumen nahe der Joßklein Plattformen und errichtete Barrikaden auf dem parallel zur Joßklein verlaufenden Waldweg. Ihr Camp nannten sie Überall. Am 8. Oktober entfernte Polizei alle auf dem Boden befindlichen Bauten und herumliegenden Sachen, und am 15. Oktober wurden dann ein großer Teil von Überall und der dortigen Bäume beseitigt. Bei diesen Aktionen kam es zu Zusammenstößen zwischen Umweltaktivisten und Polizei. Die Rodungen wurden fortgesetzt und am 1. März 2021 übernahm die Baugesellschaft die gerodeten Flächen.